# 酒井信彦
酒井 信彦（さかい のぶひこ、1943年〈昭和18年〉 - 2023年〈令和5年〉8月14日）は、日本の歴史学者。主権回復を目指す会顧問、日本ナショナリズム研究所所長、自由チベット協議会代表、川崎正論の会会長）。
元東京大学史料編纂所教授。

## 概要
昭和18年(1943年)、神奈川県川崎市出身。1967年、東京大学文学部卒業後、1970年に同大学大学院人文科学研究科修士課程を修了、東京大学史料編纂所助教授、同所教授を務めた。儀礼の研究と東アジアの民族問題を中心に研究し、『大日本史料』の編纂に従事した。2006年に同所を定年。3月26日に靖國神社靖國会館で行なった退官記念講演には北朝鮮による拉致被害者家族連絡会会長の横田滋や土屋敬之東京都議会議員などが出席した。退官後は「チベット問題と日本」を主に研究していた。市民への講演を積極的に行っており、講演会や街頭演説、新聞や雑誌への寄稿を通じて評論、提言等の言論活動を行っていた。
中国共産党政権を“自国内では貧富の差を広げ、周辺諸国・地域を虐げる世界最悪の侵略国家”と非難。「中華人民共和国は民主化を遂げて解体すべきだが、今のところその機運はない」と発言。また朝日新聞や日本カトリック教団（カトリック中央協議会を指す。正統キリスト教会で「教団」の名称を使うのはプロテスタント諸派のみ）を反日勢力と呼んで対決姿勢をとる。現在は西村修平が代表を務める主権回復を目指す会の顧問として西村が行っている運動の「理論的支柱」として活動していた。

## 主張
朝日新聞
- 朝日新聞による慰安婦問題・南京問題報道によって日本人の民族精神、大和魂が破壊されたとしており、朝日新聞を日本人の民族精神を虐殺し続ける巨大報道テロ組織と定義し、日本の滅亡を防ぐためには朝日新聞を打倒撲滅しなければならないとしている[21]。中国が日本に侵略してきたら朝日新聞は大歓迎するに違いないとしている[22]。
- 朝日新聞が2016年12月7日に「戦後70年余、平和国家として歩んできた今の日本がある」という社説を掲載したことについて、「戦後（第二次世界大戦後）、米国は世界中で戦争をやり続けてきた。その米国の重要な軍事基地が存在し、米国の戦争遂行に多大な協力をしてきた国家が平和国家である筈がない。朝日新聞は、日本国民をだまし続けてきた、非現実的な平和主義を、今こそ謝罪とともに清算すべきである」と批判した[23]。

女性国際戦犯法廷
- 2001年1月27日、NHKの1月30日放送予定の「戦争をどう裁くか」第2回にて2000年12月に松井やよりらによって開かれた日本軍性奴隷制を裁く女性国際戦犯法廷が放送されることとなっていたため、酒井は「NHKの『反日・偏向』を是正する国民会議」とともにNHKに番組内容について申し入れを行った[24]。NHKは番組を改編していないとしているが、番組放送後、松井やよりによって「番組制作に全面的に協力した私たちはこの番組を受け入れることは出来ない」とした質問状がNHKに出された[24]。
- 日本軍性奴隷制を裁く女性国際戦犯法廷が、中国共産党によるチベット弾圧と性暴力を無視していると指摘[25]。
- 安倍晋三は首相就任以前は屈辱外交路線を修正するとしていたが、首相就任後に村山談話・河野談話を継承するとともに靖国問題をうやむやにしたことから、支那人（中国人）による精神侵略が第1次安倍内閣で完成したとしている[26]。

中国
- 中国共産党(以下、中共)によって行われている一党独裁制を「経済発展が続いたとしても、絶大な貧富の差は決して解消されず、中共政府は膨大な貧乏人を、対外警戒心皆無な外国人天国・日本に押し付けてくるだろう。」と厳しく非難。[27]。
- 中共による日本侵略の第一段階は精神的侵略（間接侵略）、第二段階は人口侵略、第三段階が軍事的侵略（直接侵略）であるとして、第一段階が完成したので、現在は第二段階としての人口侵略が本格化するとし、アメリカ軍が撤退すれば第三段階としての軍事侵略が開始されるとしており、侵略の危険を訴えている[22]。
- チベットは日本と同じほどの歴史のある国であったが、第二次世界大戦後の民族独立の時代に歴史に逆行して中国によって侵略され人口の5分の1に当たる120万人が虐殺されたとしており[13]、侵略国家である中華人民共和国はチベットの次は必ず日本を侵略するであろうとして、中国共産党政権の危険を訴えている[13]。
- 「自由チベット協議会」を主宰して、チベット解放を訴えるデモを毎年3月に行っている[28]。

皇室
- 皇室は多くを語るべきでは無い、としている[29][9]。また、女系天皇容認派である[30]。酒井の女系容認論を小林よしのりは自身の主張する女系天皇公認論の根拠として紹介している[31]。

カトリック教会
- 日本のキリスト教会による歴史解釈は著しく偏向しているとしており、1995年に日本カトリック司教団が発表した『平和への決意－戦後五十年にあたって－』という文書では欧米の侵略にはまったく触れることなく、日本軍がアジアで永い歳月をかけて伝えられた伝統文化を踏みにじり多くの民間人を殺害したとしていることに対して、「これこそまさにキリスト教徒がアメリカ大陸で、日本とは比較にならない莫大な規模で行ったことではないか。しかしこの文書には、それに対する同じキリスト教徒、しかもカトリックとしての反省・謝罪は全く見られない。」と非難している[32]。また、2001年に日本カトリック正義と平和協議会が通達「カトリック学校の日の丸・君が代・元号についてのお願い」にて、「『日の丸』は、旗そのものの起源は古くとも、アジア・太平洋地域の人々にとっては『大日本帝国』軍による侵略のシンボルとして印象づけられています。過去の侵略・植民地化の責任を認めず、戦後補償もしていない日本が、この『日の丸』を国旗として制定することに対して強い憂慮の念を抱きます」とした通達をカトリック学校に行ったことに対して、酒井は「キリスト教の神の名において十字架の元に、世界歴史上最大規模の大虐殺が展開されたことは間違いない。ハーケン・クロイツどころかクロイツすなわち十字・十字架そのものが世界史における最高・最大の侵略のシンボルなのである。」と述べている[32]。酒井は「カトリック学校が協議会の通達を受けて、日の丸に替えて十字架の掲揚に切り替えた」として、これを「世界歴史に対する完璧な無知であり、欧米白人キリスト教徒への極度の奴隷根性と、自国・自民族への凄まじい偏見・差別意識である。」と述べている[32]。
- 日本のカトリック教会の聖職者が、欧米の蛮行には触れず、同胞である日本を貶めることで自分たちを善く見せようとしていることを「虐日偽善」であると非難していた[33]。カトリック教会に限らず岩波書店や大江健三郎、松井やより、本多勝一のようなものたちによって同様の行為が行われていることは、日本から民族意識が失われてしまったためであるとしている[33]。

## 著書
- 『義演准后日記』続群書類従完成会、1984年。
- 「チベット問題入門上・中・下」 拓殖大学海外事情研究所『海外事情』 37(5) 1989年5月、37(9) 1989年9月、37(12) 1989年12月
- 『偽善に酔い痴れる日本人 : 虚妄なる歴史の反省』國民會館〈国民会館叢書 ; 6〉、1993年3月20日。ASIN B01LTIBA9Q。
- 『義演准后日記　第4 史料纂集 (145)』続群書類従完成会 八木書店、2006年 ISBN 978-4797113259 義演 著
- 『民族意識の喪失が日本没落の根本原因だ　日本の敵と徹底して戦うナショナリズムの必要性』主権回復を目指す会、2007年4月。ASIN B01LTIQ5DW。
- 『心にひびく日本のしきたり : 対訳イラスト』講談社〈KODANSHA BILINGUAL BOOKS〉、2011年9月。ISBN 978-4062500500。
- 『虐日偽善に狂う朝日新聞 : 偏見と差別の朝日的思考と精神構造』日新報道、2013年8月。ISBN 978-4817407627。

### 訳書
- 英国議会人権擁護グループ『チベット白書 - チベットにおける中国の人権侵害』

チベット問題を考える会編訳、日中出版「チベット選書」、1989、改訂版2000。訳者代表

## 寄稿
- 「チベット女性を見殺しにする「女性国際戦犯法廷」の非情」『正論 』2001年6月号[34]
- 「シナ人よ、お前こそ侵略現行犯だ！」『月刊日本 』2005年6月号[35]
- 「東アジアの冷戦構造は崩壊していない」『月刊日本 』2013年10月号
- 「朝日新聞の第三者委員会を嗤う」『月刊日本 』2014年12月号
- 「日本の白痴化を証明した人質殺害事件」『月刊日本 』2015年3月号
- 「偽善は精神の麻薬である」『月刊日本 』2017年10月号　(K&Kプレス、2017年09月22日、ASIN B07433J53P)
- 「日本人を「ゆでガエル」にした朝日新聞」『月刊日本 』2017年11月号　(K&Kプレス、2017年10月21日、ASIN B074WJTFV9)
- 「虐日、自国民へのヘイト続ける日本型リベラル　世界から軽蔑されるその姿を知れ」『別冊正論 31』（日本工業新聞社、2018年3月26日、ISBN 978-4819151672)